# Gewone panterspin
De gewone panterspin (Alopecosa pulverulenta) is een spin uit de familie van de wolfspinnen (Lycosidae). De wetenschappelijke naam van de soort werd, als Araneus pulverulentus, in 1758 gepubliceerd door Carl Alexander Clerck.
De soort komt voor in een groot deel van het Palearctisch gebied: van Europa, Turkije, de Kaukasus, Rusland (van het Europese deel tot het verre Oosten), Kazachstan, Iran, China en Korea tot Japan.
Het mannetje wordt 5 tot 8 mm groot, het vrouwtje wordt 6,5 tot 10 mm. De spin leeft in tuinen, weilanden en bossen.